# Voilegarn
Als Voilegarne werden alle Arten von hart gedrehten Garnen aus Baumwolle, Wolle, Seide oder synthetischen Chemiefasern bezeichnet.
Mit einer Drehung (Torsion) von 600 bis 1200 t/m sind sie nicht so hart gedreht wie Kreppgarn. Sie besitzen eine geschlossene Faserstruktur. Die daraus hergestellten Gewebe weisen einen trocknen, festen, harten Griff auf, bei lockerer Einstellung zeigen sie ein hohes Maß an Schiebefestigkeit. Die Anfälligkeit für Knittern wird dabei deutlich verringert.
Voile-Zwirne, sind meist zweifache Zwirne mit Voile-Drehung aus gasierten Baumwoll- und Merino-Kammgarnen.